# 褚祿
褚祿（？—？），字總百，江蘇青浦（今上海市青浦區）人，清朝官員，進士出身。

## 生平
褚祿為雍正十一年（1733年）進士。乾隆十年（1745年）四月由延平知府調臺灣知府。